# Constant De Deken
Constant Pierre-Joseph De Deken, ook gekend als pater De Deken, (Wilrijk, 7 maart 1852 - Boma, 3 maart 1896) was een Belgisch katholieke pater en missionaris in China en de Onafhankelijke Congostaat.

## Biografie

### Religieuze opleiding
Na de oude humaniora aan het Gepatroneerd College van Herentals, studeerde Constant De Deken theologie in Mechelen. Hij behoorde tot de Congregatie van het Onbevlekt Hart van Maria. Zijn noviciaat voltrok hij in Anderlecht. De Deken werd tot priester gewijd in 1879.

### Missionaris in China
In 1881 vertrok De Deken op missie naar Chinees Turkestan, waar hij in contact kwam met de Franse prins Hendrik Filips van Bourbon-Orléans en ontdekkingsreiziger Gabriel Bonvalot. Samen ondernamen ze een expeditie door Tibet. Tijdens zijn periode in China leerde De Deken vloeiend Chinees spreken. In 1891 zou hij terugkeren naar België.

### Missionaris in de Onafhankelijke Congostaat
Op 5 juni 1892 vertrok pater De Deken in Brussel richting de Onafhankelijke Congostaat. Hij probeerde de Congolezen te kerstenen. Hiertoe stichtte hij in Luluaburg een klooster. In 1894 keerde hij per boot terug naar België, met aan boord onder meer baron Francis Dhanis. De ervaringen die De Deken tijdens zijn eerste periode in Congo beleefde, schreef hij neer in zijn boek Twee jaren in Congoland.
Op 6 november 1895 vertrok hij voor een tweede maal naar de Onafhankelijke Congostaat. Eenmaal aangekomen in Afrika verslechterde zijn gezondheidstoestand al snel. De Deken overleed in de Congolese stad Boma op 3 maart 1896.

## Eerbewijzen
Pater De Deken kreeg verschillende eerbewijzen. Zo was hij ridder in de Leopoldsorde en drager van de Dienstster, een onderscheiding uit de Onafhankelijke Congostaat. Er is een Pater De Dekenstraat in Etterbeek en in Wilrijk, waar tevens een standbeeld staat van hem.

## Standbeeld in Wilrijk

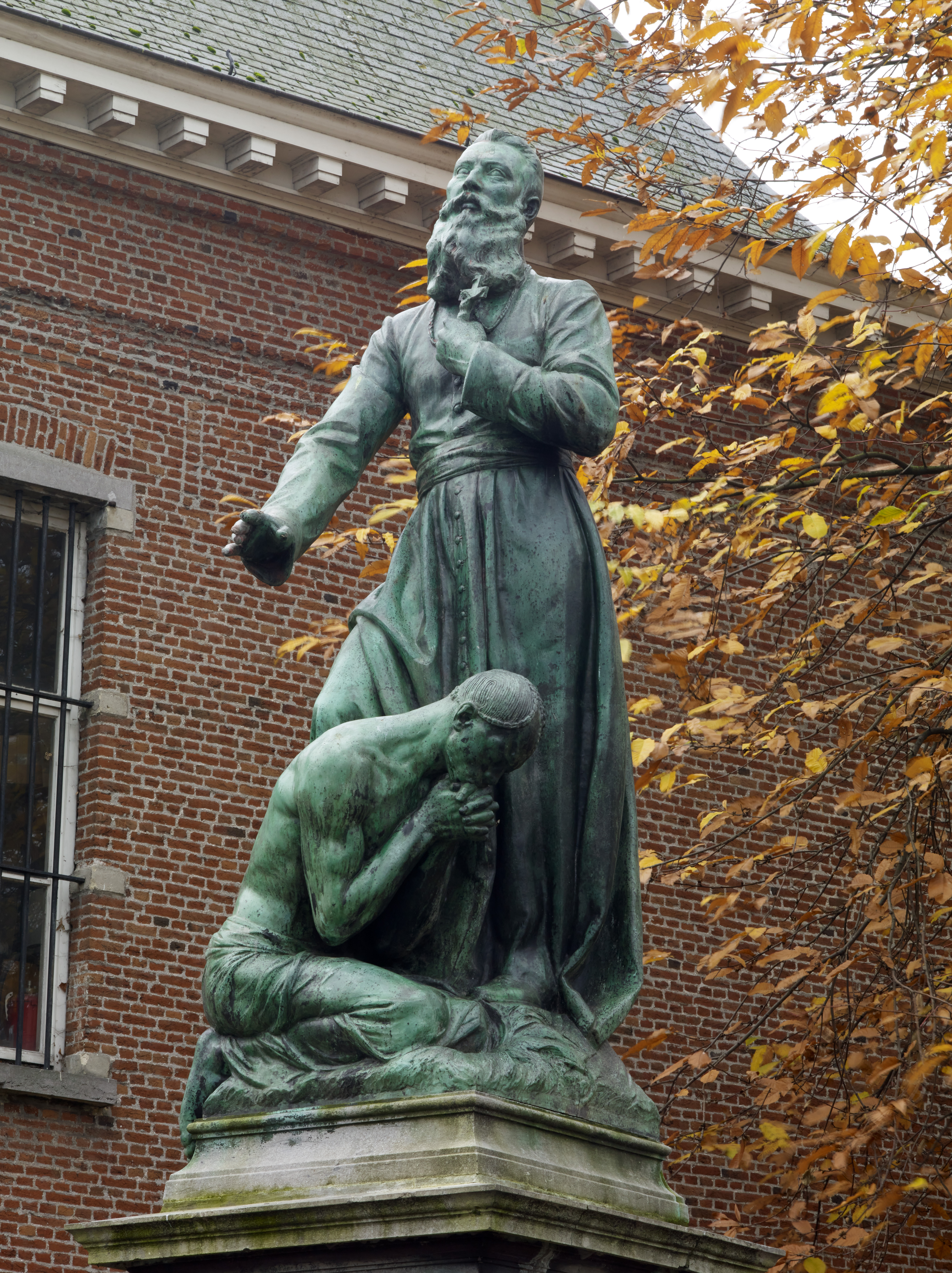
Standbeeld te Wilrijk (1904)

### Comiteit van Antwerpen
Om zijn werk in China en de Onafhankelijke Congostaat te eren, werd in 1899 in Wilrijk een Comiteit van Antwerpen opgericht om De Deken te vereren met een standbeeld. Dit comité bestond uit enkele lokale hoogwaardigheidsbekleders, waaronder senator Frédégand Cogels als voorzitter. Monseigneur Petrus Lambertus Goossens en gouverneur van Antwerpen Eduard Osy de Zegwaart waren de beschermheren van het Comité. Het comité organiseerde een "nationale inschrijving voor het oprichten van een standbeeld".

### Ontwerp
In 1904 werd met een groots volksfeest het standbeeld van Constant De Deken aan de Bist in Wilrijk ingehuldigd. Het standbeeld stelt pater De Deken voor met voor hem een knielende Congolees. Jean-Marie Hérain is de ontwerper van het standbeeld. Het werk kreeg het opschrift "Missionaris. ontdekkingsreiziger in Tibet. Pionier in Congo". Vanwege wegeniswerken werd het standbeeld in 2009 tijdelijk ontmanteld.

### Hedendaagse kritiek
In de moderne tijd staan de koloniale standbeelden in België ter discussie. Dit is ook het geval voor het standbeeld van De Deken in Wilrijk. Actievoerders lieten hun ongenoegen met het standbeeld blijken in 2014. Het districtsbestuur wilde het standbeeld echter in het straatbeeld houden. Wel voorzag men het jaar nadien, in 2015, in een informatiebord met de historische context van het standbeeld, dat werd opgesteld in samenwerking met het Koninklijk Museum voor Midden-Afrika in Tervuren. In 2017 omschreef Gazet van Antwerpen het standbeeld als "wellicht het meest omstreden koloniale monument in het Antwerpse".
In navolging van de protesten na de dood van George Floyd in 2020 hielden enkele politieke partijen actie bij het standbeeld, voor het behoud van het beeld dan wel voor het plaatsen van extra duiding. Het standbeeld werd eveneens onder camerabewaking geplaatst. Eind juni werd het standbeeld evenwel toch gevandaliseerd toen het met rode verf werd beklad, waarna de politie een onderzoek instelde naar de dader(s). Eerder in die periode waren ook meerdere standbeelden beklad van koning Leopold II van België, de soeverein van de Onafhankelijke Congostaat tussen 1885 en 1908.

## Publicaties
- (nl)  De Deken, C., Twee jaren in Congoland, Antwerpen, Clément Thibaut, 1900, 418 p.[15] (online raadpleegbaar)
- (fr)  De Deken, C., Dwars door Azië, Antwerpen, Clément Thibaut, 1902, 400 p. (online raadpleegbaar)